# Chuyến viếng thăm Ireland của Giáo hoàng Gioan Phaolô II

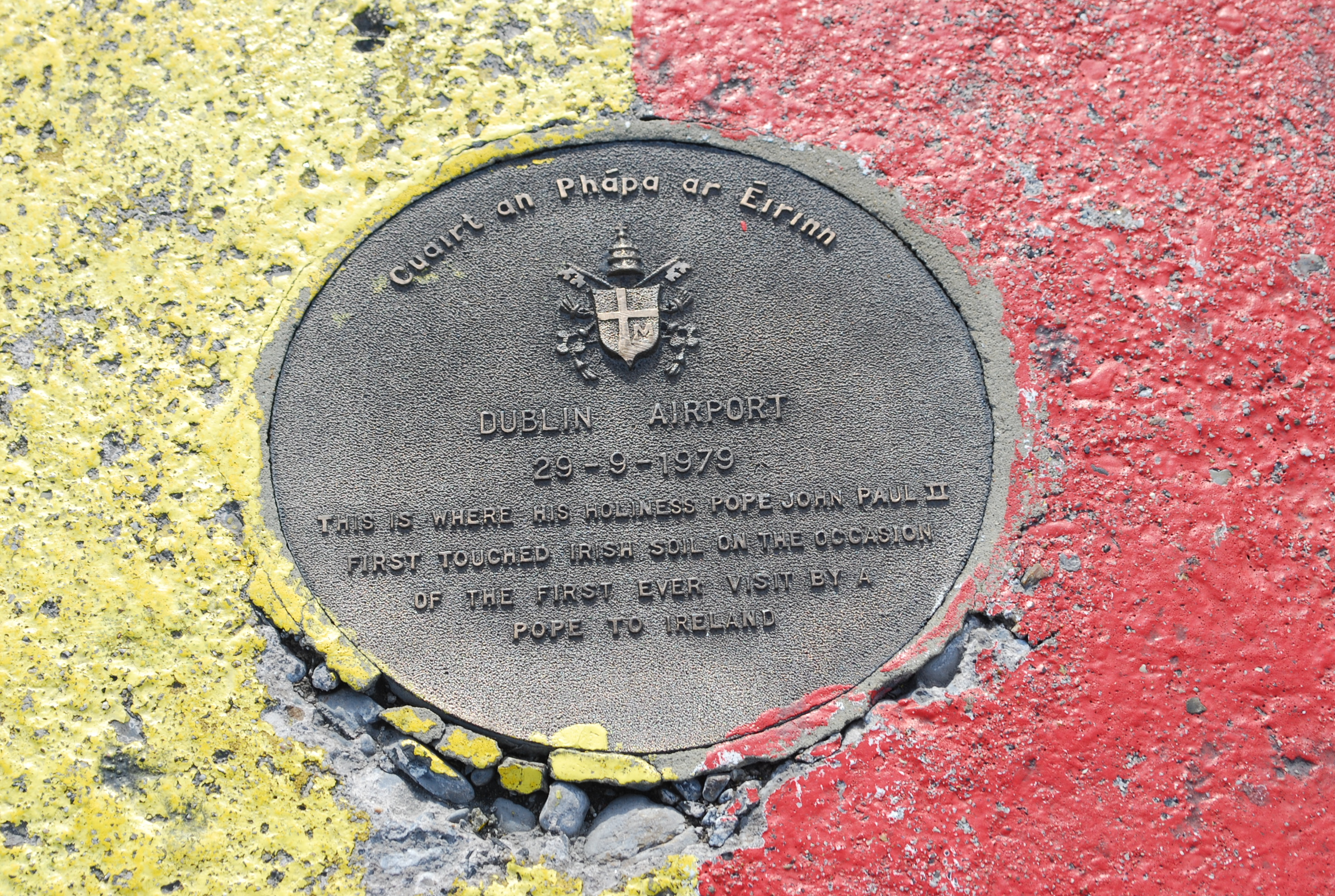
Biển tưởng niệm tại Giáo hoàng Gioan Phaolô II tại sân bay Dublin, nơi ông lần đầu tiên đặt chân lên đất Ireland vào năm 1979.

Chuyến viếng thăm Ireland của thánh Giáo hoàng Gioan Phaolô II bắt đầu từ thứ Bảy ngày 29 tháng 9 năm 1979 đến thứ Hai ngày 1 tháng 10 cùng năm. Đây là chuyến tông du thứ 3 của Giáo hoàng Gioan Phaolô II kể từ khi ông đăng quang vào tháng 10 năm 1978 và cũng là chuyến viếng thăm mục vụ đầu tiên của một giáo hoàng đến Ireland. Đã có hơn 2,5 triệu người tham dự các thánh lễ tại Dublin, Drogheda, Clonmacnoise, Galway, Knock, Limerick và Maynooth. Chuyến viếng thăm Ireland của Giáo hoàng Gioan Phaolô II đánh dấu kỷ niệm 100 năm ngày Đức Mẹ hiện ra tại Đền Thánh Knock vào tháng 8 năm 1879. Chuyến thăm mục vụ của Giáo hoàng Gioan Phaolo II diễn ra đúng một tháng sau khi Bá tước Louis Mountbatten thiệt mạng trên một chiếc thuyền ở ngoài khơi Hạt Sligo trong một vụ nổ bom do tổ chức IRA Lâm thời gây ra.

## Nội dung chuyến thăm

### 29 tháng 9 (thứ Bảy)

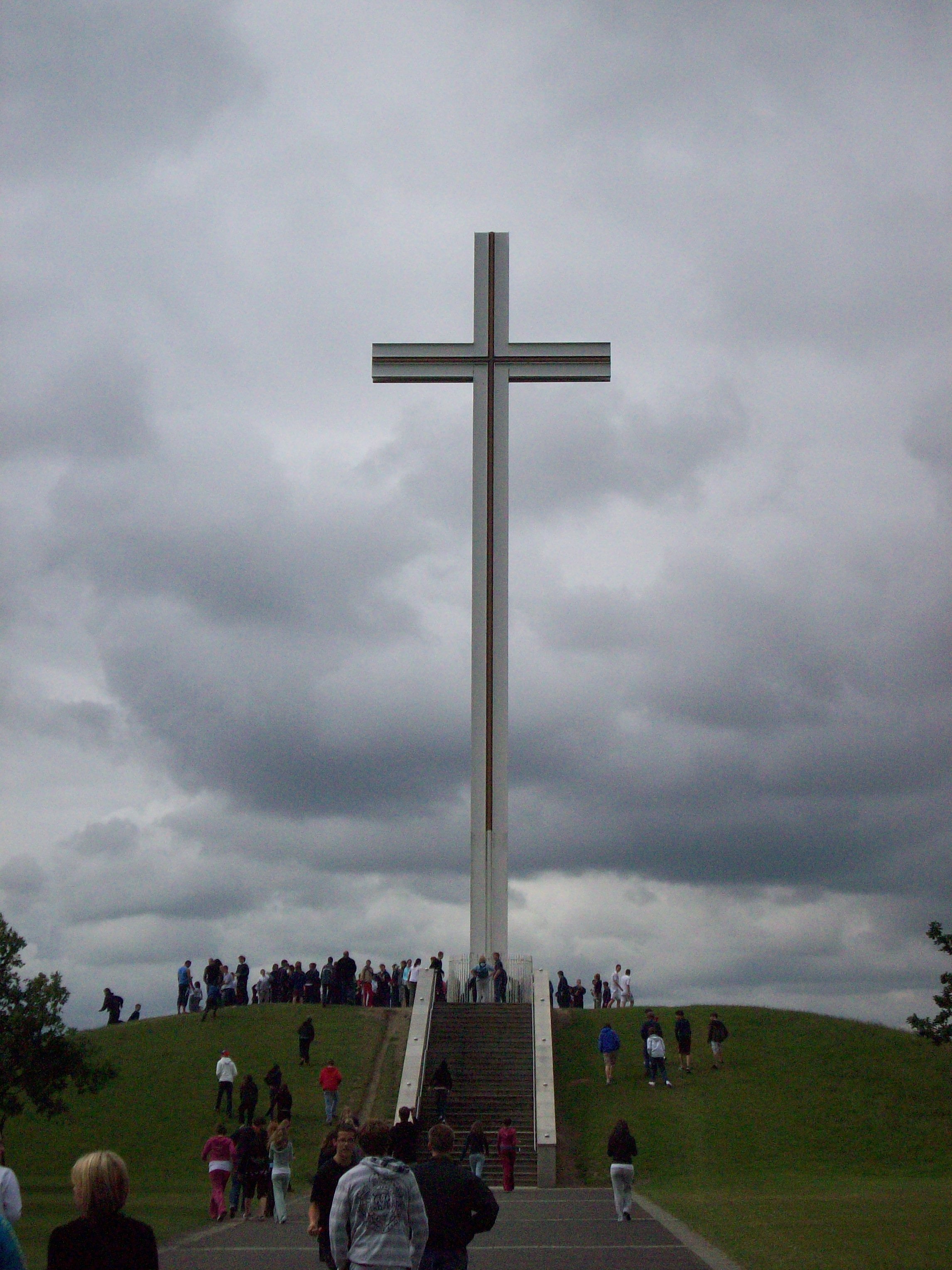
Thánh giá Giáo tông được dựng lên để dùng cho Thánh lễ ngày 29-09-1979 tại công viên Phoenix, thành phố Dublin.

Một chiếc máy bay thuộc dòng Boeing 747 của hãng Aer Lingus mang tên St Patrick đã đưa Giáo hoàng Gioan Phaolô II từ Roma về đến Sân bay Dublin. Ngay khi bước chân xuống đường băng, vị giáo hoàng đã quỳ xuống và hôn lên mặt đất. Sau khi được Tổng thống Ireland Patrick Hillery nghinh tiếp, Giáo hoàng đã lên trực thăng và di chuyển sang công viên Phoenix để cử hành Thánh lễ với sự tham gia của khoảng 1,25 triệu người, bằng một phần ba tổng dân số của Cộng hòa Ireland vào thời điểm đó (3.368.217).
Sau đó, ông đến xã Killineer, gần thị trấn Drogheda, để chủ trì một buổi Phụng vụ Lời Chúa cho khoảng 300.000 người tham dự, trong số đó có nhiều người đến từ Bắc Ireland. Tại đó, Giáo hoàng Gioan Phaolô II Đức đã kêu gọi lực lượng bán quân sự hạ vũ khí. Ông nói: "Tôi kêu gọi các bạn với tâm tình cầu xin thiết tha. Tôi quỳ gối khẩn nài các bạn hãy từ bỏ con đường bạo lực mà quay trở về để xây dựng hòa bình".
Giáo hoàng Gioan Phaolô II từng lên kế hoạch để dâng Thánh lễ tại thị trấn Armagh ở Bắc Ireland, tuy nhiên tình hình an ninh trật tự tại thị trấn Armagh vào thời điểm đó đã khiến cho dự định của ông trở nên bất khả thi. Do vậy, thị trấn Drogheda đã được chọn làm điểm đến tiếp theo vì dù sao thì địa hạt này cũng thuộc lãnh thổ Tổng giáo phận Armagh.
Trở về thủ đô Dublin vào chiều tối cùng ngày, Giáo hoàng Gioan Phaolô II được khoảng 750.000 người chào đón khi di chuyển trên một chiếc Popemobile mui trần ngang qua trung tâm thành phố và ghé thăm Phủ Tổng thống Ireland.  Để kết thúc ngày thứ Bảy, Giáo hoàng Gioan Phaolô II đã có cuộc gặp gỡ với một số nhà báo tại đại sảnh của Tu viện Đa Minh, thị trấn Cabra, thủ đô Dublin. Các nhà báo từ các phương tiện truyền thông quốc tế đã hát bài ca For He's a Jolly Good Fellow khi thấy vị giáo hoàng ngự đến. Giáo hoàng Gioan Phaolô II nghỉ đêm tại Tòa Sứ thần Tòa Thánh tại Ireland, tọa lạc trên đường Navan, thị trấn Cabra.

### 30 tháng 9 (Chủ nhật)
Vào ngày thứ hai của chuyến tông du, Giáo hoàng Gioan Phaolô II đã đến thăm tu viện cổ Clonmacnoise tại Hạt Offaly. Trước hơn 20.000 người có mặt tại khuôn viên, vị giáo hoàng đã cắt nghĩa vì sao mà tu viện cổ này "vẫn đang thực hiện một sứ vụ lớn lao". Cũng trong sáng hôm đó, tại Trường đua Ballybrit, vị giáo hoàng đã dâng một Thánh lễ để cầu nguyện cho giới trẻ với trước sự chứng kiến của hơn 300.000 người. Chính trong Thánh lễ này, Giáo hoàng Gioan Phaolô II đã thốt lên một câu nói có lẽ là đáng nhớ nhất trong chuyến viếng thăm của ông tới nước Ireland: "Hỡi các bạn trẻ Ireland, cha yêu các con". Chiều ngày 30 tháng 9, ông đi trực thăng đến Đền Thánh Knock ở Hạt Mayo, nơi mà ông cho là "mục đích của chuyến viếng thăm Ireland của tôi". Sau đó, một Thánh lễ giáo tông đã được cử hành tại khuôn viên đền thánh với sự tham dự của hơn 450.000 tín hữu. Trong khuôn khổ chuyến thăm làng Knock, Giáo hoàng Gioan Phaolô II đã gặp mặt các bệnh nhân và vinh thăng Đền Thánh Knock lên bậc "Vương cung thánh đường". Vị giáo hoàng cũng thắp một cây nến tại bức tường đầu hồi của thánh đường để cầu nguyện cho các gia đình trên khắp nước Ireland. Đức ông James Horan – người có nhiều công lao trong nỗ lực phát triển ngôi đền thánh, đã nghênh tiếp Giáo hoàng Gioan Phaolô II khi ông đặt chân đến Knock.